# 3-羟苄基乙醇脱氢酶
3-羟苄基乙醇脱氢酶（英語：3-hydroxybenzyl-alcohol dehydrogenase，EC 1.1.1.97（页面存档备份，存于）），是一种以NAD+或NADP+为受体、作用于供体CH-OH基团上的氧化还原酶。这种酶能催化以下酶促反应：
3-羟苄基乙醇 + NADP+ {\displaystyle \rightleftharpoons } 3-羟苄基乙醛 + NADPH + H+
3-羟苄基乙醇脱氢酶主要参与甲苯和二甲苯的代谢过程。3-羟苄基乙醇脱氢酶是一种可溶的胞内酶，其相对分子质量约为120,000D，最适pH值为7.6。这种酶是荨麻青霉菌（Penicillium urticae）在将水杨酸转化为棒曲霉素这一过程中的一个关键的酶。3-羟苄基乙醇脱氢酶可被碘代醋酸或焦碳酸二乙酯抑制。